# Implosion in der Spirale
Implosion in der Spirale (Originaltitel: The Naked Time) ist die nach Ausstrahlungsreihenfolge 4. bzw. nach Produktionsreihenfolge 6. Episode der ersten Staffel der Science-Fiction-Fernsehserie Raumschiff Enterprise. Sie wurde in englischer Sprache erstmals am 29. September 1966 bei NBC ausgestrahlt. In Deutschland war sie zum ersten Mal am 5. Oktober 1987 in einer synchronisierten Fassung bei Sat.1 zu sehen, nachdem das ZDF sie bei der deutschen Erstausstrahlung der Serie in den Jahren 1972 bis 1974 übergangen hatte.

## Handlung
Im Jahr 2266 bei Sternzeit 1704,2 befindet sich die Enterprise im Orbit um Psi 2000, einen Planeten, der kurz vor dem Zerfall steht. Der erste Offizier Spock und Lieutenant Joe Tormolen beamen auf die Oberfläche zu einer Forschungsstation. Dort finden sie die gesamte Besatzung erfroren vor. Zudem gibt es Anzeichen dafür, dass sich die Besatzung gegenseitig umgebracht hat. Als Tormolen aus Unachtsamkeit einen Handschuh seines Schutzanzugs abstreift, kommt er mit einer Flüssigkeit in Berührung. Nach der Rückkehr auf die Enterprise stellt Schiffsarzt McCoy keinerlei Infektion fest. Tormolen ist vom Tod der Forscher allerdings ungewöhnlich stark mitgenommen.
Als er später im Gemeinschaftsraum sitzt, wirkt er emotional instabil. Er bedroht Steuermann Sulu und Lieutenant Riley mit einem Messer, richtet es dann aber gegen sich selbst. Die beiden können Tormolen überwältigen und er wird auf die Krankenstation gebracht. Dort stirbt er einige Zeit später, obwohl seine Verletzungen nicht besonders schwer waren. Währenddessen haben Sulu und Riley Dienst auf der Brücke, wo sich nun auch bei ihnen erste Krankheitsanzeichen in Form einer übermäßigen Euphorie bemerkbar machen. In einem unbeobachteten Moment verlässt Sulu seinen Posten, um ein wenig Aerobic zu machen. Riley wird kurz darauf Spock gegenüber aufmüpfig und wird von diesem auf die Krankenstation geschickt. Dort erfährt er von Tormolens Tod, was ihn sehr betroffen macht. Zugleich flirtet er aber mit Krankenschwester Christine Chapel. Sulu hält sich indes selbst für einen Musketier und läuft oberkörperfrei mit einem Rapier durch die Korridore des Schiffs. Als er die Brückenbesatzung damit bedroht, kann er schließlich überwältigt und auf die Krankenstation gebracht werden.
Riley schließt sich jetzt selbst im Maschinenraum ein und übernimmt dort die alleinige Kontrolle über die Schiffssysteme. Da die Steuerung indessen nicht mehr reagiert, droht die Enterprise auf Psi 2000 abzustürzen. Die inzwischen ebenfalls infizierte Christine Chapel gesteht Spock ihre Liebe und überträgt die Infektion durch eine Berührung auf ihn. Der Halb-Vulkanier Spock ist daraufhin nicht mehr fähig, seine Gefühle zu kontrollieren, und bricht in tiefe Trauer darüber aus, dass er seiner Mutter nie seine Liebe zeigen konnte. Inzwischen konnte McCoy ein Heilmittel entwickeln und erfolgreich an Sulu testen. Laut McCoy ist für die Infektion Wasser verantwortlich, das komplexe Molekülketten bildet und im Blut wie Alkohol wirkt. Chefingenieur Scott kann sich wieder Zugang zum Maschinenraum verschaffen und Riley überwältigen. Nun steht Scott aber vor einer neuen Herausforderung: Um den Orbit von Psi 2000 zu verlassen, bleiben nur noch acht Minuten. Riley hat jedoch die Triebwerke komplett abgeschaltet und ein Neustart dauert 30 Minuten. Die einzige Rettung wäre ein noch nie getesteter Kaltstart, der aber komplexe Berechnungen verlangt, wofür Scott die Hilfe von Spock benötigt. Nach einer Handgreiflichkeit mit Spock infiziert sich jetzt auch Kirk. Spocks Geist hingegen wird klarer und er kann Scott die benötigten Berechnungen durchgeben.
McCoy verteilt das Gegenmittel auf dem Schiff und die Brückenbesatzung setzt nun einen Fluchtkurs. Der Kaltstart glückt und die Enterprise kann dem kollabierenden Planeten entkommen. Ein unerwarteter Nebeneffekt ist, dass sich das Schiff inzwischen rückwärts durch die Zeit bewegt. Als die Triebwerke gestoppt werden, befindet sich die Enterprise drei Tage in der Vergangenheit.

## Besonderheiten

### Verbindungen zu anderen Star-Trek-Produktionen
Einige Elemente aus dieser Folge wurden in späteren Star-Trek-Produktionen wieder aufgegriffen:
- Die Folge 1.03 (Gedankengift, Originaltitel: The Naked Now) der Serie Raumschiff Enterprise – Das nächste Jahrhundert von 1987 ist nahezu ein Remake dieser Folge. Hier hat die Crew der Enterprise D mit einer Infektion zu kämpfen, die für weitgehende Enthemmung sorgt. Die Ereignisse aus Implosion in der Spirale werden dabei ausdrücklich erwähnt. In Folge 6.04 (Besuch von der alten Enterprise) von 1992 trifft die Enterprise D auf Montgomery Scott, der unter anderem von der Flucht aus dem Orbit um Psi 2000 erzählt.
- Im Film Star Trek von 2009 wird auf Sulus Fechtkünste verwiesen.
- In der Short Treks-Folge 2.04 (Ephraim und Dot) von 2019 ist eine animierte Version des fechtenden Sulu zu sehen.
- In der 2020 gestarteten animierten Serie Star Trek: Lower Decks gibt es in mehreren Folgen Anspielungen auf Sulus Fechtkünste. In Folge 2.08 (Ich, Excretus) von 2021 kommt ein Holodeck-Programm mit der Bezeichnung Naked Time vor, in dem die Crewmitglieder der Cerritos eine Orgie feiern.
- In dieser Folge wird erstmals erwähnt, dass Vulkanier grünes Blut haben.

### Besonderheiten der deutschen Synchronfassung
Kirk gesteht Spock in dieser Folge, dass er Gefühle für einen gewissen Yeoman hegt, womit Janice Rand gemeint ist. In der deutschen Synchronisation geht dies völlig verloren, da hier „Yeoman“ mit „Schwester“ übersetzt und die Aussage somit fälschlich auf Christine Chapel übertragen wurde.

## Produktion

### Drehbuch
Implosion in der Spirale war ursprünglich als erster Teil einer Doppelfolge geplant. Autor John D. F. Black verließ aber die Serie Raumschiff Enterprise, ohne ein Drehbuch für den zweiten Teil verfasst zu haben, in dem eine Zeitreise ins 20. Jahrhundert stattfinden sollte. D. C. Fontana entwickelte daraus später die inhaltlich eigenständige Folge Morgen ist Gestern.

### Darsteller
Majel Barrett hat in dieser Folge ihren ersten Auftritt als Krankenschwester Christine Chapel. Auch Chapels unerwiderte Liebe zu Spock wird bereits in dieser Folge erstmals thematisiert. Barrett hatte bereits in dem 1965 produzierten, aber damals nicht ausgestrahlten Pilotfilm Der Käfig die erste Offizierin Nummer Eins gespielt. Bis 2009 spielte sie in insgesamt sechs Star-Trek-Serien und fünf Kinofilmen die beiden wiederkehrenden Nebenrollen der Schwester Christine Chapel und der betazoidischen Botschafterin Lwaxana Troi und sprach die Föderations-Computerstimme.
Die drei wiederkehrenden weiblichen Nebenrollen Lieutenant Uhura, Schwester Christine Chapel und Yeoman Janice Rand sind in dieser Folge das einzige Mal gemeinsam zu sehen.
Kevin Riley (Bruce Hyde) hatte später noch einen Auftritt in der Folge Kodos, der Henker.
Stewart Moss, Darsteller von Lieutenant Tormolen, spielte auch Hanar in der Folge Stein und Staub.

### Kostüme und Requisiten
Die Schutzanzüge von Spock und Tormolen wurden aus Duschvorhängen gefertigt. Sie wurden in dieser Folge das einzige Mal verwendet.
Für die Darstellung eines toten weiblichen Besatzungsmitglieds der Forschungsstation auf Psi 2000 wurde eine Schaufensterpuppe verwendet.
Für Sulus Fechtszenen überließ Drehbuchautor John D. F. Black George Takei die Wahl zwischen einem Rapier und einem Samurai-Schwert. Takei entschied sich für das Rapier, da er es für einen Menschen des 23. Jahrhunderts passender fand, seine Besitztümer nach dem persönlichen Geschmack und nicht nach seiner kulturellen Herkunft zu wählen.
Für seine Berechnungen benutzte Spock (Leonard Nimoy) ein echtes Gerät: den Navigationsrechner E6-B.

### Musik
Riley (Bruce Hyde) singt in dieser Folge mehrfach (und sehr schief) das Lied I'll Take You Home Again, Kathleen von Thomas Westendorf.

## Adaptionen
James Blish schrieb eine Textfassung von Implosion in der Spirale, die auf Englisch erstmals 1967 in der Geschichtensammlung Star Trek (in späteren Auflagen Star Trek 1) erschien. Die deutsche Übersetzung erschien 1972.
Jenny Parks verarbeitete Implosion in der Spirale als eine von mehreren Raumschiff-Enterprise-Episoden in ihrem 2017 erschienenen Buch Star Trek Cats, in dem die Hauptfiguren der Serie als Katzen dargestellt werden.

## Rezeption
Die Folge wurde 1967 für einen Hugo Award in der Kategorie Best Dramatic Presentation nominiert.
Terry J. Erdmann und Paula M. Block listen Implosion in der Spirale in ihrem 2008 erschienenen Referenzwerk Star Trek 101 als eine der zehn wichtigsten Folgen der Originalserie Raumschiff Enterprise auf.
Eoin O’Carroll führte Implosion in der Spirale 2012 im Christian Science Monitor in einer Aufstellung der 10 besten Folgen von Raumschiff Enterprise auf Platz 3.
Scott Collura und Jesse Schedeen führten Implosion in der Spirale 2013 auf ign.com in einer Liste der 25 besten bis dahin ausgestrahlten Star-Trek-Folgen auf Platz 12.
Sven Harvey zählte Implosion in der Spirale 2015 auf der Website Den of Geek als eine der 25 besten Folgen der beiden Serien Raumschiff Enterprise und Die Enterprise.
David Morgan führte Implosion in der Spirale 2016 auf cbsnews.com als eine der besten Folgen von Raumschiff Enterprise auf.
Aaron Couch und Graeme McMillan erstellten 2016 anlässlich des 50-jährigen Jubiläums von Star Trek in Zusammenarbeit mit verschiedenen Beteiligten aus dem Franchise für den Hollywood Reporter eine Liste der 100 besten bis dahin ausgestrahlten Folgen. Implosion in der Spirale wurde hierbei auf Platz 24 gewählt.
Juliette Harrisson empfahl Implosion in der Spirale 2018 auf der Website Den of Geek als eine der Folgen, die man gesehen haben sollte, wenn man die Grundlagen von Star Trek verstehen möchte.
Matthew Fisher erstellte 2017 für die Website whatculture.com eine Liste der 30 besten Star-Trek-Folgen. Implosion in der Spirale führte er hier auf Platz 25.
Paul Rowe listete Implosion in der Spirale 2020 auf popmasters.com in einer Aufstellung der 20 besten Folgen von Raumschiff Enterprise auf Platz 11.
Christian Blauvelt listete Implosion in der Spirale 2022 auf hollywood.com in einem Ranking aller 79 Raumschiff-Enterprise-Folgen auf Platz 18.

## Parodien und Anspielungen
Die Handlung der Folge 1.15 (Johnny Sunseed) der Science-Fiction-Serie Die Weltraum-Akademie von 1977 ist an Implosion in der Spirale angelehnt. Hier sorgt der Verzehr von Weltraum-Salat für ungewöhnliches Verhalten.
In Folge 1.06 (Die Zeitungsente) der Sitcom Mork vom Ork von 1978 trägt Fred (Conrad Janis) einen Schutzanzug aus Implosion in der Spirale in Kombination mit einem Raumanzughelm aus der Folge Das Spinnennetz.
Die Handlung der Folge 5.06 (Back to Reality) der Science-Fiction-Serie Red Dwarf von 1992 ist von Implosion in der Spirale inspiriert.
Im Film X-Men: Zukunft ist Vergangenheit von 2014 ist zu sehen, wie diese Folge im Fernsehen läuft.
In der Folge To Boldly Go, Part II der Fanserie Star Trek Continues von 2017 wird Lt. Tormolen aus Implosion in der Spirale erwähnt.
In Folge 1.18 (Hollywood Knights!) der Zeichentrickserie Scooby-Doo und wer bist Du? von 2020 spielt George Takei sich selbst und wiederholt hier unter anderem seinen oberkörperfreien Fechtkampf aus Implosion in der Spirale.